# Kamimuria nigrita
Kamimuria nigrita är en bäcksländeart som först beskrevs av Wu, C.F. 1962.  Kamimuria nigrita ingår i släktet Kamimuria och familjen jättebäcksländor. Inga underarter finns listade i Catalogue of Life.